# Christian Gotthard Kettembeil
Christian Gotthard Kettembeil (* 1773 in Heringen; † 4. Oktober 1850) war ein deutscher Kaufmann und Theaterbetreiber.

## Leben
Christian Gotthard Kettembeil wurde als Sohn des Heinrich Gotthard August Kettembeil (1735–1796), dem damaligen Advokaten und Bürgermeister von Heringen, geboren, sein Bruder war der Richter und Zeitungsherausgeber Andreas Ludwig Christoph Kettembeil.
1804 wurde Christian Gotthard Kettembeil als Kaufmann und als königlicher Spezial-Stempelsteuer-Rendant erwähnt.
Er baute 1817 auf eigene Kosten in Nordhausen ein Theater, mit einem davor liegenden Gasthaus, der "Berliner Hof". Für dieses Theater wurde ein geräumiges Fachwerkhaus mit einer großzügigen Bühne von etwa 11 mal 12 Metern errichtet. Das Theater, das am 24. Juni 1818 eröffnete, führte später den Namen "Berliner Hof-Theater". Im Theater, das bis zu 600 Personen fasste, fand am 16. August 1818 die erste Theateraufführung statt; dort wurden Opern, Schauspiele und Konzerte gegeben. Besonders oft traten die Hofschauspielergesellschaft Sondershausen und die Erfurt-Rudolstädtische Theatergesellschaft auf. Das Theater diente auch als Vorbild für das 1825 erbaute Theater in Sondershausen, das Fürst Günther Friedrich Carl I. errichten ließ. 1843 verkaufte Christian Gotthard Kettembeil das Theater an den Kaufmann August Schreiber.
Im "Berliner Hof" war damals auch Sitz der Casinogesellschaft und der "Harmonie-Gesellschaft", die das kulturelle Leben in Nordhausen prägten.
1826 kaufte er von dem Weinhändler August Friedrich Blödau einen Garten auf dem Petersberg. Dort richtete er ein Gesellschafts- und Kaffeehaus, das "Bellevue", ein. In diesem Garten betrieb er auch eine Blumen- und Kakteenzucht, so soll er eine neue Kakteenart gezogen haben, die er Kaktus Kettembeilii nannte. Er betrieb dort eine Bienen- und Seidenraupenzucht und schrieb hierzu auch Anleitungen.
1839 kaufte er in Aschersleben eine Porzellanfabrik und 1841 übernahm er in Nordhausen die "auf dem Hagen" und in der "Domstraße" gelegenen Brauhäuser.
1846 wird Christian Gotthard Kettembeil im Nordhauser Adressbuch noch als Betreiber einer Wattefabrik genannt.
Er war seit 1801 mit Johanna Sophie-Conradine (* 20. Juni 1778; † 11. Dezember 1850), geb. Sickel verheiratet.